# Glenea elegans
Glenea elegans es una especie de escarabajo del género Glenea, familia Cerambycidae. Fue descrita científicamente por Olivier en 1795.
Habita en Malasia, Indonesia (Borneo, Java), Papúa Nueva Guinea, Filipinas y Sumatra. Esta especie mide 16-30 mm.